# Паскаль Марті
Паска́ль Марті́ (фр. Pascal Marti; нар. ?) — французький кінооператор.

## Біографія
Паскаль Марті починав роботу в кіно в середині 1970-х років асистентом оператора. Як оператор-постановник дебютував у 1982 році. Працював над фільмами режисерів Андре Тешіне, Патріса Шеро, Клер Дені, Седріка Кана, Крістіни Паскаль, Франсуа Озона та ін.
У 2017 році за операторську майстерність у фільмі Франсуа Озона «Франц» Паскаль Марті отримав французьку національну кінопремію «Сезар» та був номінований на премію «Люм'єр».
Паскаль Марті є членом Асоціації французьких кінооператорів (AFC, фр. Association Française des directeurs de la photographie Cinématographique)

## Фільмографія
| Рік       |     | Назва українською                 | Оригінальна назва                             | Режисер                          |
| --------- | --- | --------------------------------- | --------------------------------------------- | -------------------------------- |
| 1982      | к/м | Останній день                     | Le dernier jour                               |                                  |
| 1982      | к/м | Надто пізно ні для чого           | Il est trop tard pour rien                    |                                  |
| 1983      |     | Матіуетт, або Глушина             | La Matiouette ou L'arrière-pays               | Андре Тешіне                     |
| 1984      |     | Жак Мерін, ворог держави №1       | Jacques Mesrine: profession ennemi public     | Ерве Палю                        |
| 1984      |     | Тартюф                            | Le tartuffe                                   | Жерар Депардьє                   |
| 1984      |     | Беріг лівий, беріг правий         | Rive droite, rive gauche                      | Філіпп Лабро                     |
| 1986      |     | Місце злочину                     | Le lieu du crime                              | Андре Тешіне                     |
| 1986      |     | Дубль-панове                      | Double messieurs                              | Жан-Франсуа Стевенен             |
| 1987      |     | Піротехнічні ігри                 | Jeux d'artifices                              | Віржині Тевене                   |
| 1987      |     | Готель «Франція»                  | Hôtel de France                               | Патріс Шеро                      |
| 1988-1990 | т/с | Таємні досьє інспектора Лавардена | Les dossiers secrets de l'inspecteur Lavardin | Клод Шаброль, Крістіан де Шалонж |
| 1989      |     | Людина не біжить                  | Man No Run                                    | Клер Дені                        |
| 1989      |     | Занзібар                          | Zanzibar                                      | Крістіна Паскаль                 |
| 1990      |     | Плювати на смерть                 | S'en fout la mort                             | Клер Дені                        |
| 1992      |     | І маленький принц сказав          | Le petit prince a dit                         | Крістіна Паскаль                 |
| 1996      |     |                                   | Mor, vida meva                                | Мар Таргарона                    |
| 1996      |     | Старанний географ                 | Le géographe manuel                           | Мішель Стумпф                    |
| 1998      | т/ф | Занурення тіла                    | Corps plongés                                 | Рауль Пек                        |
| 1998      |     | Бажання                           | L'ennui                                       | Седрік Кан                       |
| 1999      |     | Месія                             | Messiah                                       | Вільям Кляйн                     |
| 2001      |     | Роберто Сукко                     | Roberto Succo                                 | Седрік Кан                       |
| 2002      |     | Шануй батька свого                | Aime ton père                                 | Джейкоб Бергер                   |
| 2004      |     | Роль її життя                     | Le rôle de sa vie                             | Франсуа Фавр                     |
| 2005      |     | Росаріо — Ножиці                  | Rosario Tijeras                               | Еміліо Маїльє                    |
| 2006      |     | Париже, я люблю тебе              | Paris, je t'aime                              |                                  |
| 2011      |     | Чудове життя                      | Une vie meilleure                             | Седрік Кан                       |
| 2013      |     | Молода і прекрасна                | Jeune & jolie                                 | Франсуа Озон                     |
| 2014      |     | Нова подружка                     | Une nouvelle amie                             | Франсуа Озон                     |
| 2015      |     | Цей незручний момент              | Un moment d'égarement                         | Жан-Франсуа Ріше                 |
| 2015      | т/ф | Дев'ять днів в зимовий період     | Neuf jours en hiver                           | Ален Тасма                       |
| 2015      | к/м | Ви мене засліпите                 | Vous m'éblouissez                             | Марі Мадіньє                     |
| 2016      |     | Кохання і пінгвіни                | Le secret des banquises                       | Марі Мадіньє                     |
| 2016      |     | Франц                             | Frantz                                        | Франсуа Озон                     |

## Визнання
| Рік             | Категорія                    | Номінант | Результат |
| --------------- | ---------------------------- | -------- | --------- |
| Премія «Люм'єр» |                              |          |           |
| 2017            | Найкращий кінооператор       | Франц    | Номінація |
| Премія «Сезар»  |                              |          |           |
| 2017            | Найкраща операторська робота | Франц    | Перемога  |